# Mannenzaken.nl
Mannenzaken.nl, voorheen mokkels.nl is een Nederlandse website waarop afbeeldingen van bekende vrouwen te zien zijn.
Op de website worden de laatste nieuwtjes gepresenteerd omtrent de sterren in showbizzland. Discussiëren over het favoriete mokkel kan op het "Mokkelforum", een groot forum waar iedere ster haar eigen thread heeft, waar vervolgens door de bezoekers over geschreven kan worden. Ook worden er met grote regelmaat foto's en videofilmpjes van de sterren geplaatst. Een aantal bekende Nederlandse sterren bezoekt zelfs regelmatig zelf de site. Manon Thomas plaatst bijvoorbeeld foto's uit haar privéleven en belspelbabe Judith Peereboom praat regelmatig met haar fans.

## Geschiedenis
De site werd gestart op 28 november 2000. Na zes jaar en drie maanden werd er door de initiatiefnemers een aankondiging gedaan dat de website er definitief mee op zou houden. Hiermee zou een einde komen aan het mokkelforum, waar meer dan één miljoen unieke bezoekers per maand kwamen. Op 15 maart 2007 werd echter aangekondigd dat Mokkels.nl gered was door BliXem Internet Services uit Nijmegen. Na een massaal protest door de vaste bezoekers van Mokkels.nl was een doorstart mogelijk gemaakt.

### Aanklacht
In 2005 klaagde de Nederlandse actrice Marjolein Keuning de site aan omwille van een op de site beschikbaar filmpje uit de serie Villa Borghese uit 1992, waarin ze naakt onder de douche te zien is.

### Battle of the Babes
De makers van de site organiseren sinds 2003 jaarlijks de "Battle of the Babes", hetgeen sterk aan de populariteit van de site heeft bijgedragen.
In de Battle of the Babes gingen 64 vrouwen van Nederlandse afkomst de strijd met elkaar aan. Een aantal van hen is direct voor de verkiezing geplaatst vanwege haar prestatie het jaar ervoor. De rest van de uitverkorenen werden gekozen door een stemming in de voorronde.
De 64 kanshebsters werden in de eerste ronde in 32 koppels geplaatst, waarna de bezoeker zijn/haar voorkeur mocht uitspreken van de twee aan elkaar gekoppelde babes. Het koppelen van de sterren gebeurde geheel willekeurig via een automatisch systeem en is voor iedere bezoeker uniek. Zo kon het zijn dat in de eerste ronde direct twee favorieten van een bezoeker tegen elkaar loten. Er moest dan toch een keuze gemaakt worden. De 32 sterren met de meeste voorkeurstemmen in de eerste ronde gingen door naar de tweede ronde. Daar en in de ronden erna werkte het op precies dezelfde manier, alleen met de kanttekening dat het deelnemersveld steeds gehalveerd werd. Uiteindelijk bleven er twee deelneemsters over, waarvan de winnares met de titel aan de haal ging.